# GLAM
GLAM — акроним (аббревиатура), происходящий от первых букв английских слов: galleries, libraries, archives, museums — учреждений культуры, миссией которых является доступ к знаниям.
У термина существуют сокращённый вариант — LAM и расширенный — GLAMR (добавляется слово records). В общем смысле, все эти акронимы являются институтами общественного интереса, которые занимаются сбором и хранением материалов культурного наследия.
Началом этой миссии можно считать Александрийскую библиотеку; её дальнейшим продолжением — европейские кабинеты редкостей. В настоящее время, с развитием телекоммуникаций, существенным элементом которого является Интернет, а также эрой цифровизации, GLAM стал ещё более важной составляющей жизни людей. GLAM, как институты по сбору данных, сохраняют и делают доступными для человечества ценные первоисточники.
Элементом миссии GLAM является глобальный проект Википедия, который вышел за рамки электронной энциклопедии. Проект GLAM-WIKI поддерживает GLAM и другие институты, которые служат для создания контента с открытым доступом для широкой общественности. Проводятся конференции, посвященные сотрудничеству между институтами GLAM и проектами фонда Викимедиа.